# Vladlena Bobrovnikova
Vladlena Eduardovna Bobrovnikova (rusko: Владлена Эдуардовна Бобровникова, IPA: [vɫɐˈdlʲenə bɐˈbrovnʲɪkəvə]), ruska rokometašica, * 24. oktober 1987, Krasnodar.
Bobrovnikova igra za rokometni klub Rostov-Don in rusko reprezentanco. Z rusko reprezentanco je osvojila zlato medaljo na Poletnih olimpijskih igrah 2016 v Rio de Janeiru, na Poletnih olimpijskih igrah 2020 pa je reprezentanca nastopila pod zastavo Olimpijskega komiteja Rusije. Reprezentanca je tam osvojila srebro.